# Ги де Намюр

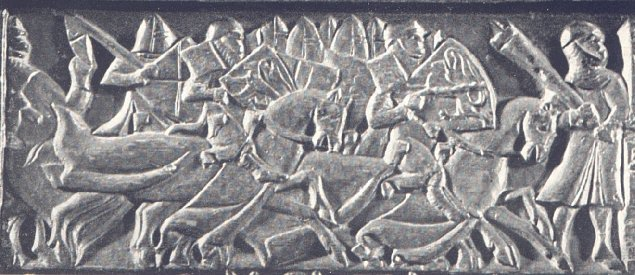
Приезд Ги де Намюра и Вильгельма Юлихского в Брюгге

Ги де Намюр (Gui de Namur) (ок. 1270—1311) — военный деятель, один из предводителей фламандского войска в битве при Куртре (1302).
Второй сын графа Фландрии Ги де Дампьера и его второй жены Изабеллы Люксембургской. Сеньор Термонда, Кревкёра и Байёля (эту шателению купил в 1295 году).
После Брюггской заутрени (Le Matins de Bruges) (май 1302) по поручению старшего брата — Жана де Намюра, возглавил войско восставших фламандцев. Ему на помощь пришёл со своим отрядом племянник Гильом Юлихский. В первых числах июля 1302 года они заняли город Куртре и осадили замок, в котором укрылся французский гарнизон.
Для усмирения восставших выступила 50-тысячная армия Филиппа Красивого во главе с графом Робертом д’Артуа.
Решающая битва состоялась 11 июля недалеко от Куртре. По мнению брабантского хрониста Лодевика ван Вельтема (Lodewijk van Velthem), Ги де Намюр сыграл ключевую роль в победе. Был момент, когда фламандцы дрогнули, и он во главе отряда в 500 человек остался один на один со всем французским войском:
«[…] si Messire Guy n'était pas resté à son poste, la situation aurait été moins avantageuse. Louons son intrépidité, c’est elle qui sauva l’honneur de la Flandre» («если бы мессир Ги не удержал свою позицию, ситуация уже не была бы благоприятной. Восславим его мужество — оно спасло честь Фландрии»).
15 июля Ги де Намюр и Гильом Юлихский вступили в Гент - последний фландрский город, остававшийся верным королю.
Ги де Намюр был племянником Иоганна I - графа Голландии и Зеландии, и когда тот в 1299 году умер бездетным, стал претендовать на часть наследства. В 1303 году он провозгласил себя графом Зеландии, принадлежавшей Жану II д’Авену - союзнику французского короля, и смог захватить почти всю её территорию. В 1304 году возглавил фламандский флот в составе 60 кораблей. В морской битве при Зирикзе потерпел поражение от объединённого флота Франции, Эно и Генуи (под командованием Раньеро Гримальди) и попал в плен, после чего отказался от притязаний на Зеландию. Освобождён по условиям Атисского мира - мирного договора, подписанного в Атис-сюр-Орж 23 июня 1305 года между графом Фландрии Робертом III и французским королём Филиппом IV.
В 1307 году отправился в Италию вместе с германским императором Генрихом VII — своим родственником. Там 31 марта 1311 года женился на Маргарите, дочери герцога Тибо II Лотарингского, но вскоре (между 10 и 15 октября) умер, не оставив потомства.
Брат Ги де Намюра Роберт III де Бетюн (ум. 1322) не оставлял попыток присоединить Зеландию. Уступив  по условиям Атисского мира французскому королю Кассель и Куртре, кастелянства Лилль, Дуэ и Бетюн, а также выплативогромную ренту, он добился его нейтралитета в войне с Голландией. В 1323 году его внук согласно Парижскому договору получил почти всю континентальную часть графства Зеландии, а острова окончательно отошли к Голландии.